# Houilles
Houilles är en kommun i departementet Yvelines i regionen Île-de-France i norra Frankrike. Kommunen ligger i kantonen Houilles som tillhör arrondissementet Saint-Germain-en-Laye. År 2022 hade Houilles 33 617 invånare.

## Befolkningsutveckling
Antalet invånare i kommunen Houilles
| Referens: INSEE |